# (4935) Maslachkova
(4935) Maslachkova es un asteroide perteneciente al cinturón de asteroides, descubierto el 13 de agosto de 1985 por Nikolái Stepánovich Chernyj desde el Observatorio Astrofísico de Crimea (República de Crimea).

## Designación y nombre
Designado provisionalmente como 1985 PD2. Fue nombrado Maslachkova en honor al poeta y profesor de literatura rusa Iya Mikhailovna Maslachkova que trabajó durante algunos años en el Observatorio Astrofísico de Crimea y tenía muchos amigos allí. Sus poemas están dedicados principalmente a la guerra de Crimea y San Petersburgo.

## Características orbitales
Maslachkova está situado a una distancia media del Sol de 2,195 ua, pudiendo alejarse hasta 2,516 ua y acercarse hasta 1,874 ua. Su excentricidad es 0,146 y la inclinación orbital 5,726 grados. Emplea 1188 días en completar una órbita alrededor del Sol.

## Características físicas
La magnitud absoluta de Maslachkova es 13,2. Tiene 5,327 km de diámetro y su albedo se estima en 0,358.